# Aguadulce (Panamá)
Aguadulce es una población panameña fundada oficialmente el 19 de octubre de 1848, como Distrito Parroquial de Aguadulce, separándose este del de Natá de los Caballeros. Está ubicada en la provincia de Coclé a unos 198 km de la Ciudad de Panamá, en el límite entre las provincias de Coclé, Herrera y Veraguas. Tiene una población de 8.703 habitantes (2010)
16.772 (2022)[²] en una extensión territorial aproximada de 50,4 km² conformado mayormente por grandes llanuras. Su clima es tropical seco con poca precipitación anual.
Su población es mayormente católica y su santo patrono es San Juan Bautista, aunque también cuenta con iglesias evangélicas.

## Toponimia
El nombre Aguadulce proviene de la combinación de las palabras Agua y Dulce y según cuentan las personas el nombre data de cuando unos españoles llegaron desde el mar y sedientos encontraron un pozo de agua dulce y de muchos días de solo beber agua salada en el mar gritaron: agua dulce, agua dulce![cita requerida]
Otros nombres anteriores fueron La Santísima Trinidad, nombre de una gran finca y también se le conoció como Escoriá.
Aguadulce también es conocida como la Tierra de la Sal y la Caña de Azúcar debido a que en esta región se presentan grandes producciones de la materia prima que deriva dos actividades comerciales importantes: la Producción de Sal Marina Artesanal y El Azúcar (Derivado de la Caña).

## Historia

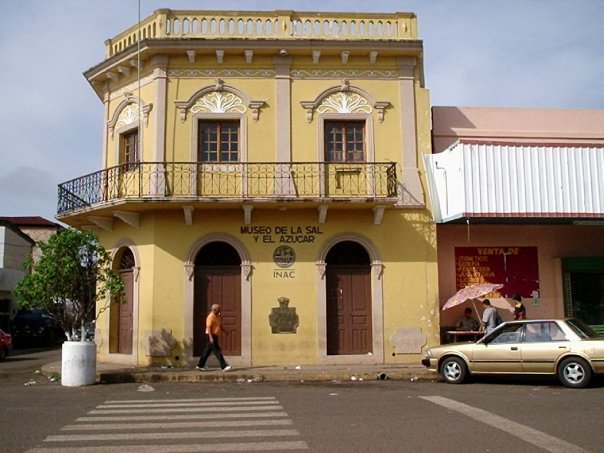
Museo de la Sal y el Azúcar.

Históricamente esta ciudad ha jugado un papel importante en ciertos acontecimientos que marcaron la historia de Panamá. Por ejemplo Aguadulce fue escenario de una de las batallas de La Guerra de los Mil Días (ver Batalla de Aguadulce). Parte de esta historia se encuentra dentro del Museo de la Sal y el Azúcar el cual es administrado por el INAC (Instituto Nacional de Cultura). Este museo fue instalado en un histórico edificio que data del siglo XIX y que primero fue ocupado por la oficina de correos y telégrafos de Panamá.

## Geografía
- Altitud: 29 m s. n. m.
- Latitud: 08º 15' N
- Longitud: 080º 33' O

## Comercio
Aguadulce es una ciudad agroindustrial cuyos principales rubros son la Caña de azúcar, la sal y la industria del cultivo del camarón. También posee un modesto pero pujante sector comercial el cual cuenta con su propia área bancaria.

### Industria azucarera
La producción de azúcar es una de las principales actividades económicas del área. Aguadulce cuenta con la mayor y más antigua compañía azucarera de Panamá, Azucarera Nacional S.A.(ANSA) la cual posee vastos cultivos de caña de azúcar. Esta producción se destina al consumo local y al mercado de exportación. La importancia de esta actividad radica en que para la época de la zafra miles de personas se ven beneficiadas con la creación de puestos de empleo temporales.

### Las Salinas
La producción de sal en Aguadulce ha sido una de las actividades más antiguas y que más ha caracterizado la región. Aguadulce posee cientos de hectáreas de albinas dedicadas a la extracción de sal del agua de mar. Aunque esta actividad fue rentable por muchos años, vivió momentos muy difíciles cuando en Panamá entraron a regir las políticas de globalización las cuales casi hacen desaparecer la actividad de la región. La influencia de las medidas neoliberales, trajeron como consecuencia que la producción de sal se viera seriamente afectada, ya que se redujeron los aranceles que protegían este rubro. Sin embargo, en los últimos años, se ha visto una mejora significativa de la producción y comercialización mediante la implemanetación de nuevas técnicas de producción. también podemos observar que es una de los lugares más visitados por turistas en busca de paisajes.

### Industria camaronera
Al igual que con las salinas, Aguadulce posee grandes extensiones de terreno dedicada a la cría de langostinos (Jumbo Shrimp) de la especie Penaeus vannamei. La mayoría de esta producción es dedicada para la exportación constituyendo así una buena fuente de empleo y además impulsa el comercio en la región. Aunque la Industria Camaronera generaba millones de dólares al año, fue duramente castigada por la aparición del virus de la Mancha Blanca en costas panameñas en 1999. Esta enfermedad produjo una mortandad casi total en los estanques de cultivo, lo que se tradujo en pérdidas totales para los cultivadores. Actualmente y mediante la implementación de técnicas mejoradas de cría y de larvas resistentes, esta industria se ha podido levantar poco a poco.

## Celebraciones
Carnavales: Al igual que otros distritos, aguadulce, también es sede de celebración para las fiestas del Rey Momo (carnavales). Es reconocida por sus magníficos e intrigantes topones de martes de carnaval.
Festival del Azúcar y la Sal: Se celebra  del 5 al 7 de abril en el parque Rodolfo Chiari, en la central de Aguadulce. Teniendo como atracciones la coronación de la reina de dicho festival, espectáculos folclóricos y artísticos, cabalgatas y desfile típico.
Fecha de fundación: 
19 de octubre, el cual se celebra con un desfile cívico por las principales calles del distrito, y con un desfile folclórico.
Santo Patrono: 
El Santo Patrono de Aguadulce es San Juan Bautista, que se celebra el 24 de junio. Durante la semana  se llevan a cabo misas, corridas de toros, presentaciones típicas, artistas invitados, cabalgatas y finaliza con desfiles típicos de carretas.

## Transporte
Aguadulce tiene un aeródromo, el aeropuerto de Aguadulce, que tiene capacidad para avionetas. 